# Anstalten Ödevata
Anstalten Ödevata var en öppen anstalt i Ödevata öster om Emmaboda.
Anstalten öppnades som arbetshem år 1923, då i Kalmar läns södra landstings regi. Landstinget var huvudman till 1952. Under åren 1943-1952 fungerade anstalten som hänvisningsboende i väntan på att fångarna skulle tas emot av andra arbetshem. Från 1943 och framåt fungerade anstalten också som annexanstalt till Anstalten Kalmar, år 1942-1945 även som flyktingförläggning med start 18 september 1942, detta med anledning av att utlänningar som togs i långtidsförvar skulle hanteras som fångar.Fångarna sysselsattes bland annat med skogsarbete. Fastigheten Ödevata såldes till Fångvårdsstyrelsen som mellan 1955 och 1965 drev anläggningen som en fångkoloni. Från 1966 till 1974 hörde Ödevata till Kriminalvårdsstyrelsens södra region, från 1975 var den lokalanstalt till Malmö och från 1976 lokalanstalt till Linköping. Anstalten stängdes slutligen 31 december 1997.
Fastigheten Ödevata omfattade ca 15 hektar och 16 byggnader. Under 1990-talet renoverades en del av byggnaderna, innan anstalten och fastigheten såldes till en privatperson i samband med att anstalten avvecklades. År 2005 såldes fastigheten till nya ägare som startade ett vandrarhem.